# Frank Biela
Frank Biela (Neuss, 2 agosto 1964) è un ex pilota automobilistico tedesco.
Specializzato nelle corse con vetture Turismo e Sportprototipi, dal 1990 nella sua carriera ha corso solo con vetture della casa automobilistica Audi.

## Gli esordi
Biela ha iniziato la sua carriera nel 1983 con il karting, nel 1987 entra a far parte del Junior Team della Ford assieme a Manuel Reuter e a Bernd Schneider. Ha guidato per la squadra nella formula Ford e nel Deutsche Tourenwagen Meisterschaft (DTM) nel quale ha vinto la corsa disputata sul circuito dell'AVUS nel 1987. Biela continuò a correre in DTM nel 1988 e contemporaneamente nel Campionato tedesco di formula 3, ottenendo 2 vittorie.

## Vetture Turismo
Nel 1990, passa all'Audi, vincendo la corsa di DTM al Nürburgring ed il campionato DTM 1991 prima che l'Audi lasciasse il DTM a metà stagione 1992. Successivamente Biela viene impiegato dalla casa tedesca in diversi campionati turismo in vari paesi d'Europa, come il campionato francese Superturismo da lui vinto nel 1993 a bordo dell'Audi 80. Nel 1995, è diventato Campione del mondo Turismo vincendo la finale sul Circuito Paul Ricard su Audi A4 Quattro.

Nel 1996, l'Audi decise di disputare con un team ufficiale il BTCC e Biela venne scelto come pilota di punta, dominando poi la serie e vincendo agevolmente il titolo.
A causa della supremazia tecnica evidenziata dall'Audi A4 Quattro nel 1996, gli organizzatori del BTCC imposero un aggravio di peso di alle vetture a 4 ruote motrici per la stagione 1997. Con tale correttivo Biela si trovò penalizzato, solo il dimezzamento dell'aggravio di peso deciso a metà campionato risollevo le sorti della stagione portando il tedesco a chiudere al 2º posto la serie britannica. 
Biela lasciò il BTCC, per disputare nel 1998 il Campionato Tedesco di Superturismo, tuttavia l'Audi A4 in versione esclusivamente a trazione anteriore (l'integrale era stata bandita) non si dimostrò una vettura competitiva.

## Sport prototipi

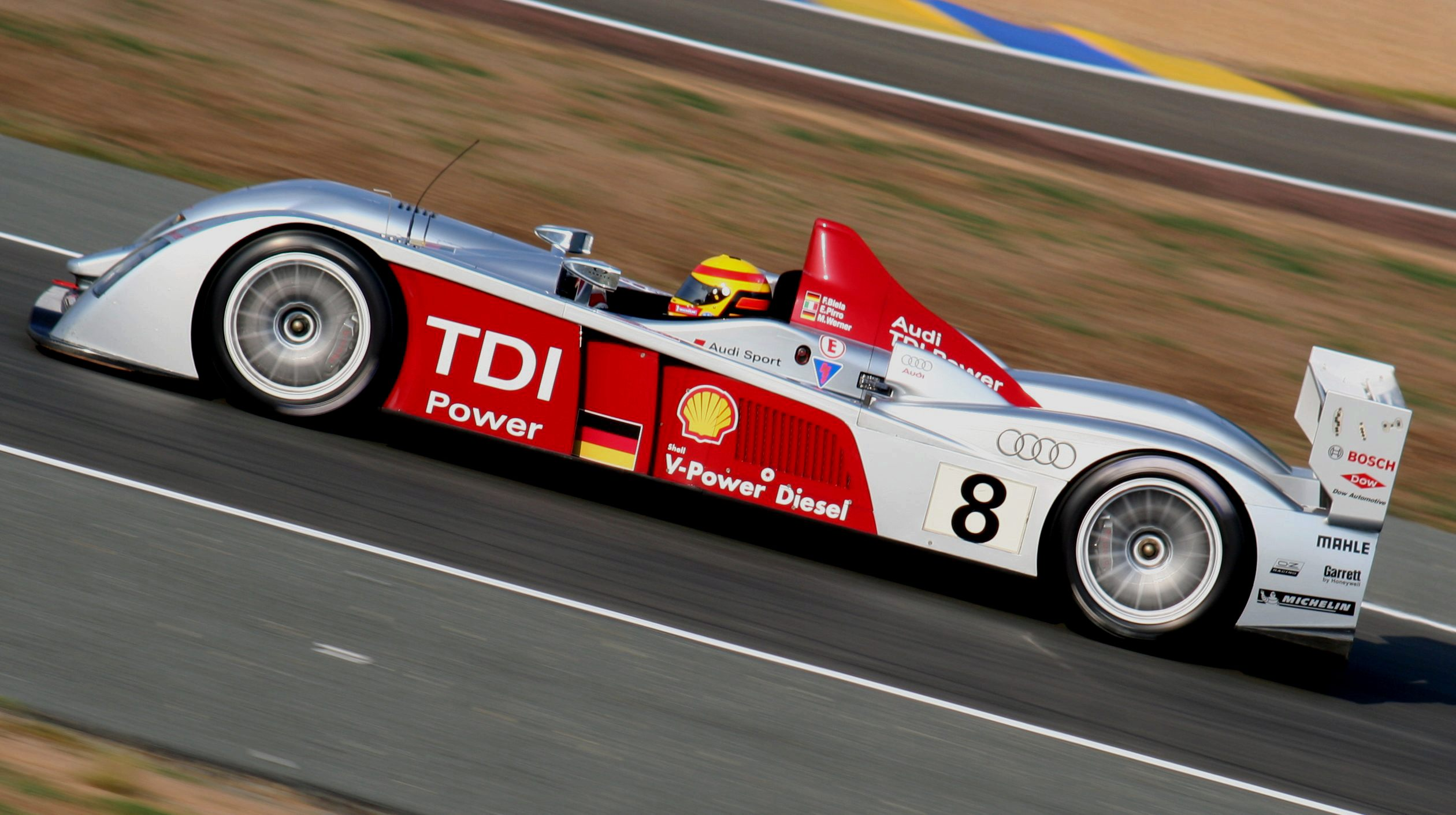
Frank Biela al volante dell'Audi R10 durante la 24 Ore di Le Mans 2006

Nel 1999, Biela abbandonò le automobili Turismo per cimentarsi nel nuovo programma sportivo dell'Audi con la debuttante R8 gestita dal Joest Racing.
Questo nuovo impegno portò il pilota tedesco ai più grandi trionfi della sua carriera culminata con 3 vittorie consecutive alla 24 Ore di Le Mans nel periodo 2000-2002 assieme ai compagni Emanuele Pirro e Tom Kristensen. Nel 2003 Audi ridusse l'impegno ufficiale con la R8, affidandola a team privati, Biela disputò con essa il Campionato American Le Mans Series vincendolo nel 2003 e nel 2005.
 Biela ha continuato a correre ogni anno con l'Audi R8 a Le Mans con i risultati altalenanti. Alla 24 Ore di Le Mans 2003 era alla guida di una R8 privata e nel tentativo di contrastare le Bentley EXP Speed 8 ufficiali, commise un grave errore di strategia, forzando di ritardare al massimo le soste per il rabbocco di carburante, si fermò dopo appena 15 giri lungo il circuito con la vettura senza combustibile. Ha terminato la gara al 5º ed al 3º posto nel 2004 e nel 2005 rispettivamente.
 Nel dicembre 2005 ha partecipato ai primi test sull'Audi R10 spinta da un motore diesel, con la quale ha poi vinto la 24 Ore di Le Mans del 2006 e del 2007.

## Palmarès
- 5 volte vincitore della 24 Ore di Le Mans: 2000, 2001, 2002, 2006 e 2007.
- 4 volte vincitore della 12 Ore di Sebring: 2000, 2003, 2004 e 2007.
- 2 volte vincitore dell'American Le Mans Series: 2003 e 2005.
- vincitore del DTM nel 1991.
- vincitore del Campionato Francese di Superturismo nel 1993.
- vincitore del BTCC nel 1996.